# طريق خريص

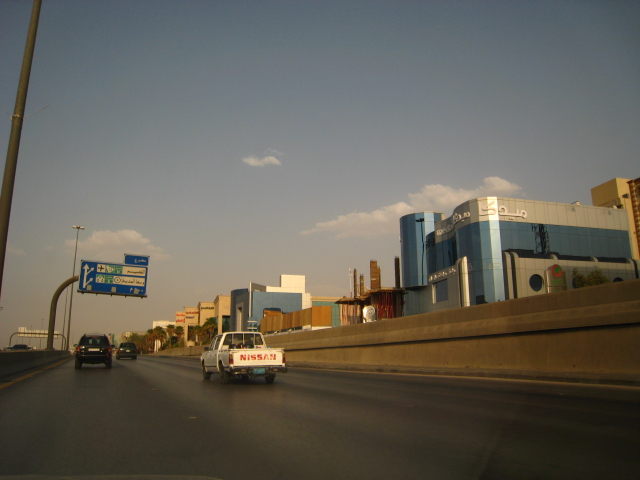

طريق خريص  من أهم الطرق الحيوية في مدينة الرياض أخذ مسماه من هجرة خريص القريبة من الرياض والتي سميت على الشيخ خريص بن نصار الغييثات من قبيلة الدواسر وهم سكانها الأصليين ويمتد شرقا حتى طريق الدمام القديم وغربا حتى طريق الملك خالد , يعتبر من أكثر الطرق ازدحاما في المدينة وهو الشريان الرئيسي لمدينة الرياض من الشرق إلى الغرب ويتقاطع مع طريق الملك فهد في ميدان القاهرة والذي يعتبر قلب العاصمة وسبب التسمية انه سمي بهذا الاسم نسبة للشيخ خريص بن نصار الغييثات الدوسري ويرجع تشييد الطريق إلى بداية الثمانينات الميلادية. [١]
يتقاطع مع طريق خريص عدة شوارع وطرق منها:
1. طريق النهضة
2. شارع الأحساء
3. طريق صلاح الدين الأيوبي
4. طريق المطار القديم
5. طريق المعذر
6. شارع الضباب
7. شارع العليا
8. طريق الملك فهد
9. طريق التخصصي
10. طريق الأمير تركي بن عبد العزيز الأول
11. شارع أم الحمام
12. شارع الوادي

المصادر :
```
١_ مطبوعة طريق خريص من موقع الهيئة العليا لتطوير مدينة الرياض نسخة محفوظة 12 أبريل 2007 على موقع واي باك مشين.
```